# اچ‌ام‌اس هامبر (۱۶۹۳)

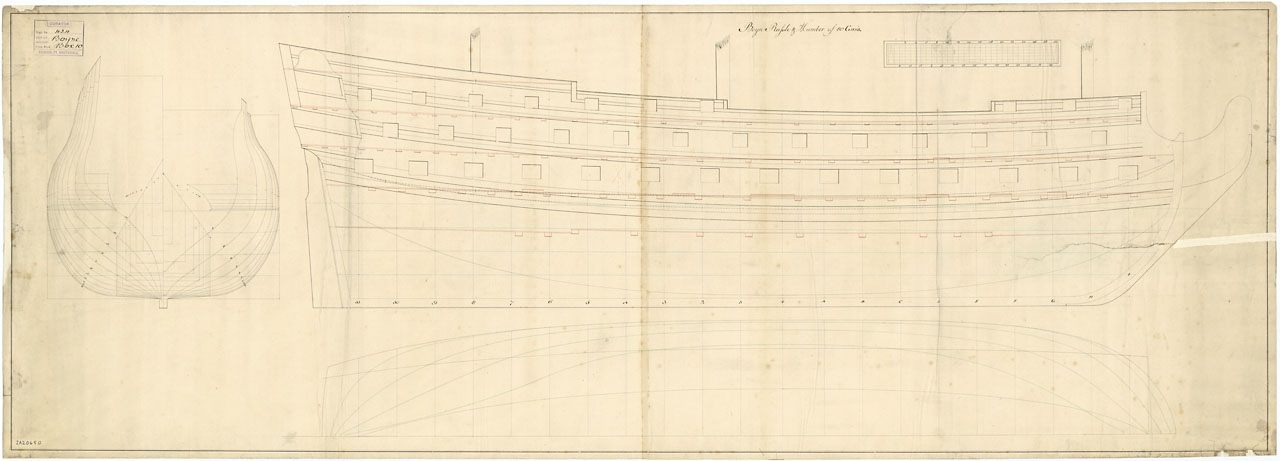
یکی از ویژگی هایی که کشتی اچ ام اس هامبر را خاص جلوه میداد طراحی و ساختار بروز و جلوتر از زمان خود بود

اچ‌ام‌اس هامبر (۱۶۹۳) (به انگلیسی: HMS Humber (1693)) یک کشتی بود که طول آن ۱۵۶ فوت ۳ اینچ (۴۷٫۶ متر) بود.